# Каррикер, Мельбурн Армстронг
Мельбурн Армстронг Каррикер (1879—1965) — американский орнитолог и энтомолог. Мировой авторитет по птичьим вшам, описавший множество семейств, родов и видов.

## Биография
Родился в Иллинойсе. Посещал Университет Небраски, где изучал Mallophaga под руководством Лоренса Брюнера. За свою карьеру Каррикер описал 2 семейства, 4 подсемейства, 53 рода и подрода и приблизительно 866 видов и подвидов птичьих вшей. Научные работы он публиковал на испанском и английском языках.
Его сын Мельбурн Ромейн Каррикер стал малакологом. Собирая материалы для музеев США, активно путешествовал по Южной Америке.